# Акт о восстановлении государственной независимости Грузии
Акт о восстановлении государственной независимости Грузии (груз. საქართველოს სახელმწიფოებრივი დამოუკიდებლობის აღდგენის აქტი) — документ, составленный и подписанный членами Верховного Совета и Правительства Республики Грузия 9 апреля 1991 года в Тбилиси и провозгласивший восстановление государственной независимости Грузии на основании Акта о независимости Грузии от 26 мая 1918 года.

## Предыстория
После распада Закавказской демократической федеративной республики 26 мая 1918 года в Тифлисе в Воронцовском дворце была провозглашена независимость Грузии.
12 февраля 1921 года войска РСФСР с трёх направлений без объявления войны вторглись в Грузию. 25 февраля части 11-й армии вошли в Тифлис. 17 марта в Кутаисе министр обороны Грузии Григол Лордкипанидзе и полномочный представитель РСФСР Авель Енукидзе заключили перемирие, а 18 марта подписали соглашение, позволявшее Красной Армии занять Батуми. 18 марта 1921 года власть в Грузии перешла в руки большевиков.

## Восстановлении независимости
28 октября 1990 года были проведены первые многопартийные парламентские выборы в СССР, в которых победу одержали национально-политические организации блока «Круглый стол — свободная Грузия». Был сформирован Верховный Совет Грузинской ССР во главе с Гамсахурдиа. Было объявлено о переходном периоде до восстановления независимости Грузии, а все государственные атрибуты Грузинской ССР (гимн, государственный флаг и герб) были изменены на атрибуты Грузинской демократической республики. 31 марта 1991 года состоялся референдум по вопросу восстановления государственной независимости Грузии на основании Акта о независимости от 26 мая 1918 года. В референдуме приняли участие 90,5% избирателей, из которых 98,93% проголосовало за государственную независимость. 
9 апреля 1991 года Верховный совет принял акт о восстановлении независимости Грузии. В тот же день Конгресс США Чрезвычайной резолюцией признал легитимность референдума 31 марта, что стало де-факто признанием независимости от СССР.